# Preensibilidade

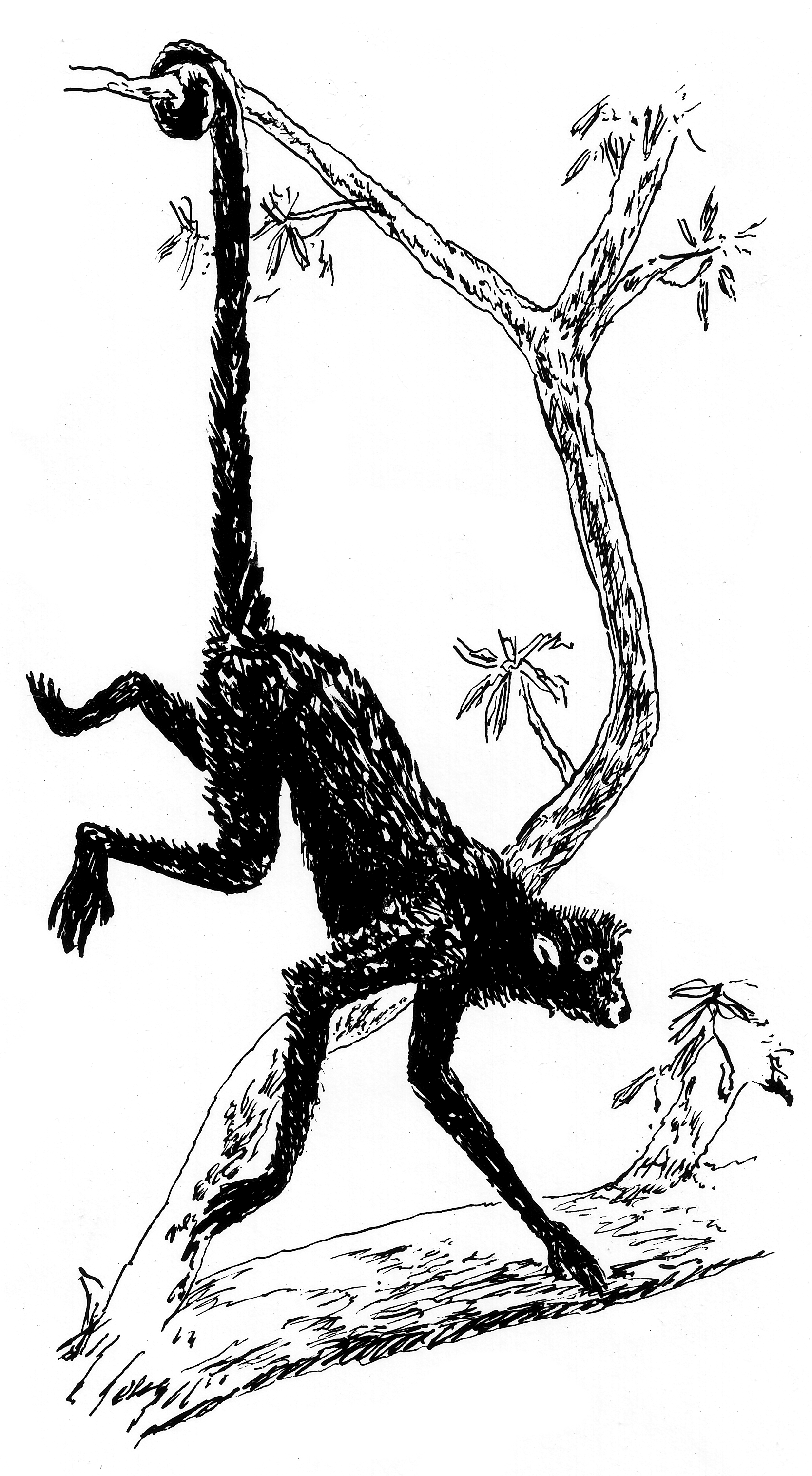
Animal com cauda preênsil.

Preensibilidade, em biologia, é a capacidade que têm as estruturas como cauda, dedos, artelhos, língua, etc, de se agarrar a alguma coisa.
Entre os animais, as estruturas preênseis são fundamentais para a vida arborícola, como evidencia-se em muitos primatas e diversos outros mamíferos, como os gambás e os guaxinins, tanto na evolução de membros capazes de segurar galhos quanto de caudas que permitam funcionar como um quinto membro e mesmo pendurar-se até para o sono. Assim como no cavalo-marinho que utiliza sua cauda preênsil para se agarrar em plantas submarinas.